# Зайнагов, Замиль Сираевич
Зямиль Сираевич Зайнагов (тат. Зәйнагов; 1926—1999) — советский работник нефтяной промышленности, машинист нефтеперекачивающей станции, Герой Социалистического Труда.

## Биография
Родился в 1926 году в селе Сугушла Лениногорского района Татарской АССР.
Окончив тимяшевскую школу и отслужив в Советской армии, Зямиль пришел работать на нефтеперекачивающую станцию в 1951 году. За время работы был машинистом, затем — старшим машинистом перекачивающей станции, умело управлял работой механизмов насосной.
Будучи человеком с активной жизненной позицией, занимался общественными делами — входил в совет наставников, избирался депутатом Альметьевского городского Совета.
Умер в 1999 году. Дети — три сына, и две дочери, и его жена, стали нефтяниками.

## Награды
- 23 мая 1966 года З. С. Зайнагову присвоено звание Героя Социалистического Труда с вручением ордена Ленина.
- Также был награждён медалями.